# Оцінка третьою стороною
Оцінка третьою стороною (англ. third-party grading, скор. TPG) — це перевірка автентичності, атрибуції та інкапсуляції монет і банкнот незалежними сертифікаційними службами.
Ці послуги за диференційовану плату, залежно від вартості монети, «закапсулюють» монету та присвоять оцінку від 1 до 70 за системою оцінювання Шелдона, де 1 — найнижча оцінка, коли видно лише слабкі деталі, а 70 — практично ідеальна, нетиражована монета без подряпин і зносу. Якщо встановлено, що монета була очищена, змінена або пошкоджена в минулому, монеті все одно буде присвоєно загальну оцінку, наприклад «Добра» або «Дуже хороша», але не буде надано числову оцінку за шкалою Шелдона. Ці монети зазвичай називають «детальними» монетами та зазвичай мають нижчу цінність для колекціонерів.
Сертифікаційна служба Американської нумізматичної асоціації ANACS 1979 (компанія з класифікації монет), Професійна служба оцінки монет (PCGS) 1989, Нумізматична гарантійна корпорація (NGC) 1987 та Незалежні оцінювачі монет (ICG) 1998 — це найпопулярніші та відомі служби. Разом вони сертифікували понад 100 мільйонів монет.
Certified Acceptance Corporation (CAC) — це служба сертифікації монет, яка оцінює певні монети високого класу, вже сертифіковані іншими фірмами, і призначає схвалення CAC пластині монети, якщо вона відповідає певним стандартам на основі зовнішнього вигляду монети, удару та зовнішнього вигляду. Монети з наклейкою CAC зазвичай цінуються вище, ніж монети без схвалення CAC.

## Історія
Сучасна послуга оцінювання монет третьою стороною наразі визначається захищеним від підробки пластиковим «слябом», який інкапсулює як сам предмет, так і його сертифікат. До появи фотографій та інкапсуляції не існувало способу назавжди прив'язати сертифікат до фактичного предмета, що сертифікується. Можна було подати на сертифікацію монету вищого ґатунку, а потім продати подібну, але нижчого ґатунку з сертифікатом, виданим на більш цінну монету. Саме з цією проблемою зіткнувся Інститут нумізматичних аутентифікаторів, заснований скандально відомим Волтером Г. Бріном у 1962 році. Компанія проіснувала трохи більше як рік.
Через десять років Американська нумізматична асоціація (ANA) створила свою службу сертифікації ANACS у 1972 році. Спочатку монети не оцінювали, лише підтверджували їх справжність. Монети поверталися з фотосертифікатом, але не інкапсульовані. Спочатку ANACS переїхав до Колорадо-Спрінгс у 1976 році. Багато інших компаній надавали подібні послуги, але більшість з них більше не працюють, і всі сертифікували набагато менше монет. Сьогодні деякі люди почали збирати деякі з цих ранніх слябів у неіснуючих компаній не заради монет, а заради історичної цінності самих капсул.
Разом з монетами пізніше почали класифікувати й інші предмети. Материнською компанією NGC є Certified Collectibles Group, яка включає Paper Money Grading (PMG), компанію з класифікації марок і першу компанію з сертифікації коміксів, Certified Guaranty Company, яка тепер має кількох конкурентів.
Недавньою подією стала поява служб «стикерування», таких як Certified Acceptance Corporation (CAC). Ці компанії самі не виготовляють слябові монети, а радше надають другу думку про вже слябовані монети, додаючи наклейку на сляби, які, на їхню думку, належать до вищого класу.

## Провідні послуги
Є чотири служби сертифікації монет, які eBay, найбільший ринок монет, вважає прийнятним включити до своїх списків: ANACS, ICG, NGC і PCGS. Експерти вважають ці сервіси найнадійнішими та найпопулярнішими. Разом вони сертифікували понад 80 мільйонів монет.
У 2007 році провідна асоціація дилерів індустрії рідкісних монет, Гільдія професійних нумізматів (PNG), оприлюднила результати опитування великих дилерів монет, які висловили свою професійну думку про 11 сертифікаційних послуг. PCGS і NGC отримали загальну оцінку «Покращено», а ANACS і ICG — «Добре». PCI та SEGS були відзначені як «Погано», а як «Неприйнятні» — Accugrade (ACG), Numistrust Corporation (NTC), Hallmark Coin Grading Service (HCGS), American Coin Club Grading Service (ACCGS) і Star Grading Services (SGS).
Було повідомлено про власників підробок NGC і PCGS, але обидві служби вжили значних заходів для розв'язання проблеми, наприклад використання NGC фотографічної перевірки для кожної сертифікованої монети, а також застосування обома службами перевірки серійного номера та функцій захисту від підробок у своїх тримачів.

## Процес
У кожній із чотирьох основних компаній, що займаються сортуванням, використовується аналогічний процес. Кожна монета оцінюється (за вербальною та числовою шкалою від 1 до 70) і підтверджується двома або більше грейдерами, а потім фіналізатор призначає остаточну оцінку, частково на основі рекомендацій попередніх грейдерів. Залежно від компанії можуть бути додані різні дескриптори, наприклад Full Bell Lines (FBL) для півдолара Франкліна або Deep Mirror Prooflike (DMPL) для доларів Моргана, а також можна відзначити різновид монети. Потім монету склеюють і повертають клієнту.
Раніше комікси оцінювалися так само як і книжки, з оцінками, описаними в журналі Firsts Magazine і The Overstreet Comic Book Price Guide, а згодом і з деякими новими оцінками (дуже добре, майже бездоганно), а у 21 столітті оцінки від 0,1 до 10,0 (подібно до 1 до 100, за винятком того, що зазвичай 10,0 не використовується через часто неминучі незначні забруднення/пошкодження під час обробки/виробництва, і, як правило, використовуються лише певні числа, наприклад, кратні 0,5, які наближено дорівнюють допоміжним класам старіших сортів, які є словами, але все ще використовуються).